# Merošina
Merošina (in serbo Мерошина?) è una città e una municipalità del distretto di Nišava nel sud-est della Serbia centrale.